# ژان-بپتیست پتر
ژان-بپتیست پتر (فرانسوی: Jean-Baptiste Pater‎; ۲۹ دسامبر ۱۶۹۵ – ۲۵ ژوئیهٔ ۱۷۳۶) نقاش روکوکو اهل فرانسه بود.
پتر که در والنسین به دنیا آمد، پسر مجسمه‌ساز آنتوان پتر بود و قبل از اینکه شاگرد نقاش ژان-بپتیست گید شود، زیر نظر پدرش تحصیل کرد. پتر سپس به پاریس نقل مکان کرد و برای مدت کوتاهی شاگرد ژان-آنتوان واتو در سال ۱۷۱۳ شد. وی در سال ۱۷۲۸ در آکادمی آکادمی سلطنتی نقاشی و مجسمه‌سازی پذیرفته شد.

## نگارخانه

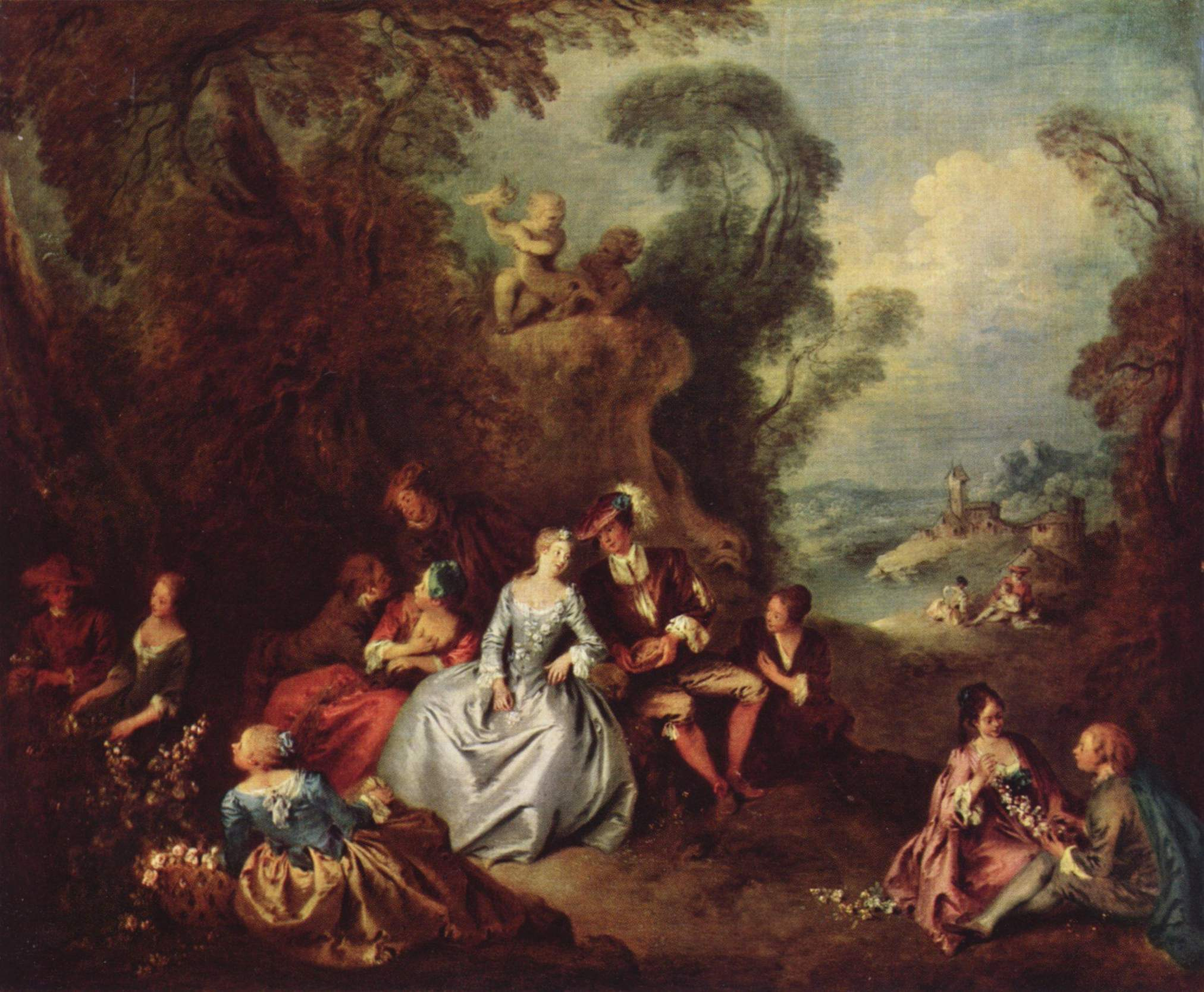
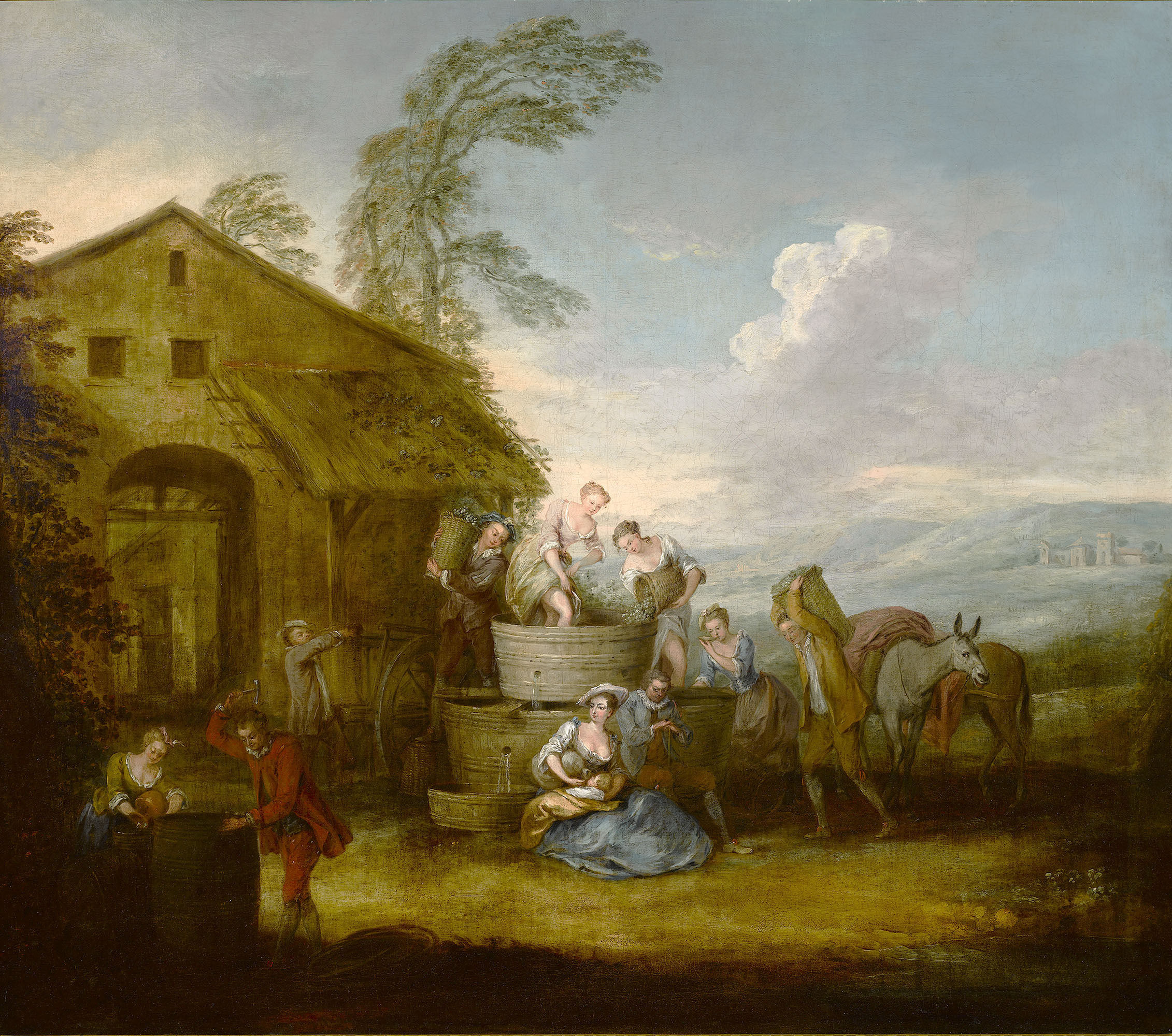
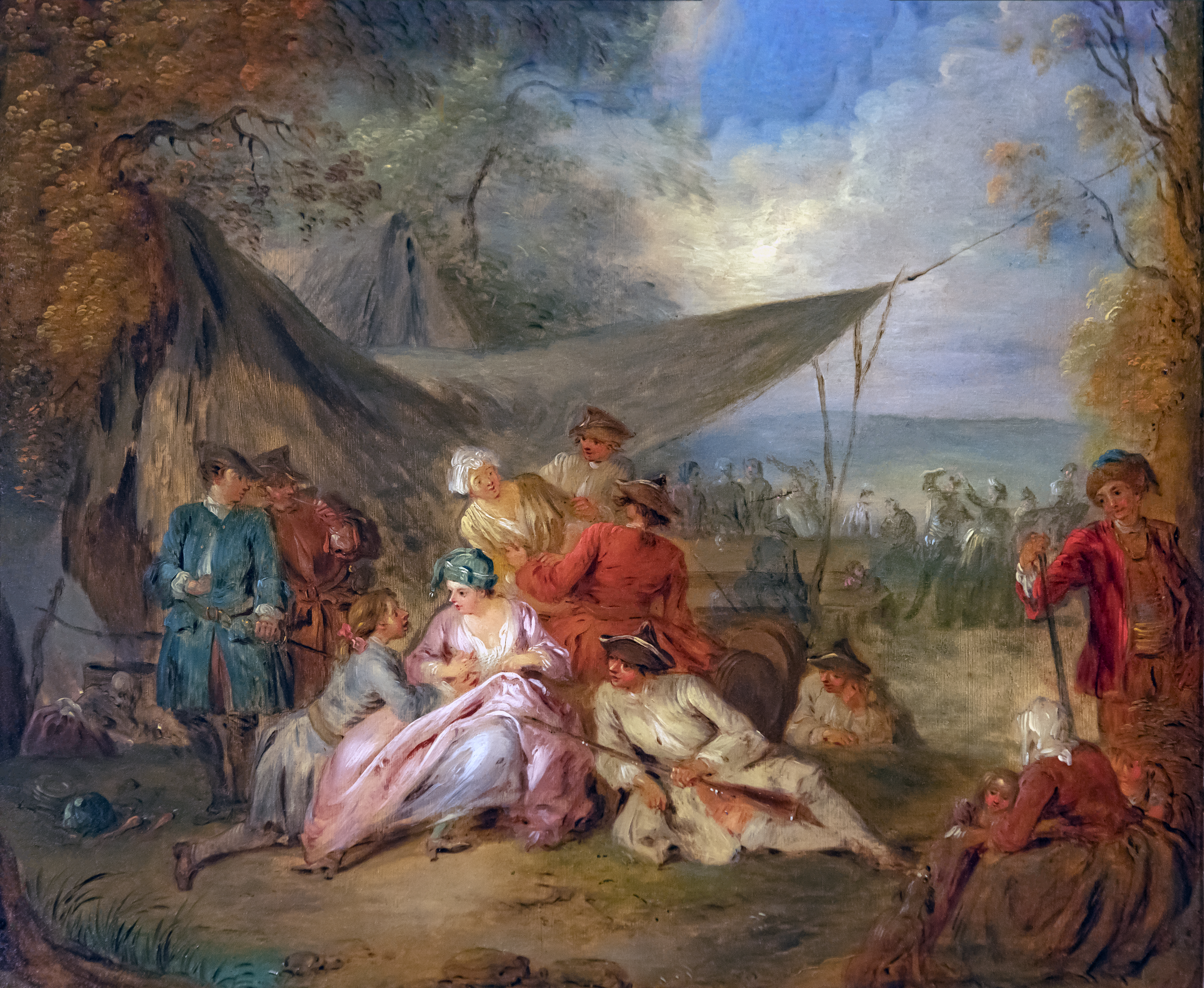
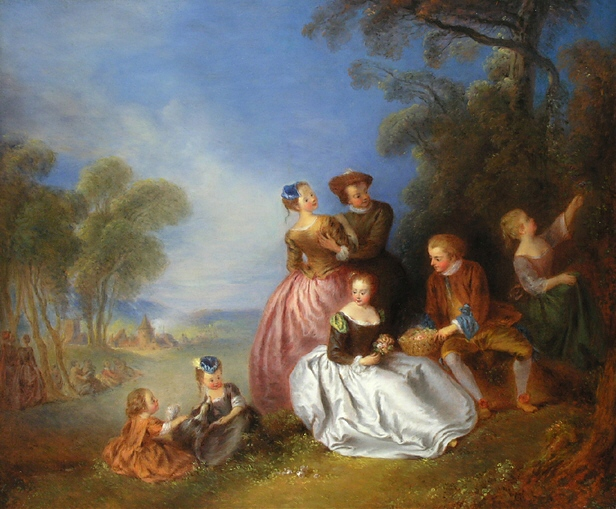
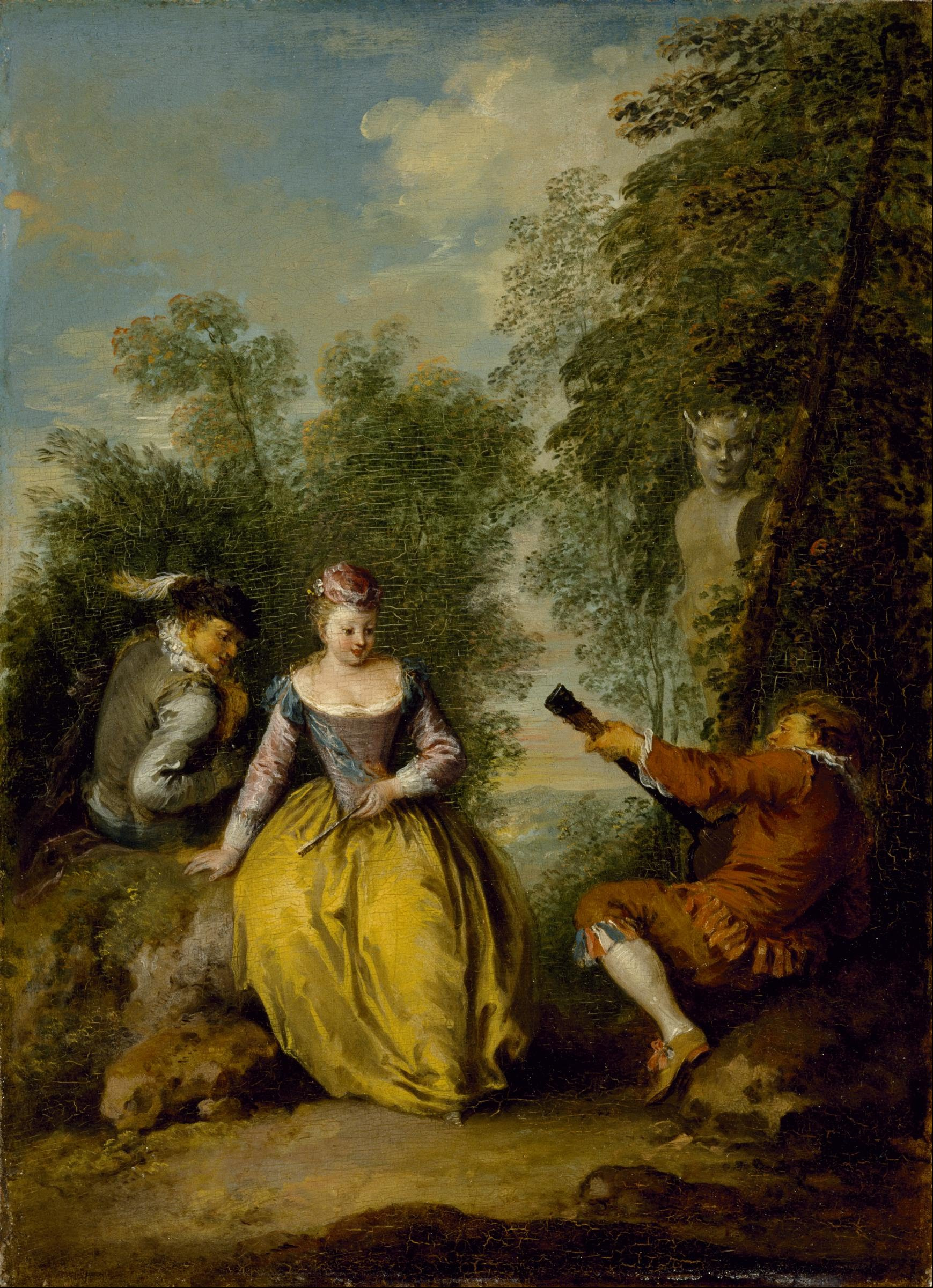